# Randi
Randi ist ein weiblicher Vorname.

## Herkunft und Bedeutung
Randi ist als weiblicher Vorname eine insbesondere englische Verkleinerungsform des Vornamens Miranda sowie eine jüngere norwegische Kurzform des altnordischen weiblichen Vornamens Randid, die im skandinavischen Sprachraum auftritt. Der arabische Familienname Al-Randi steht nicht in Zusammenhang mit dem weiblichen Vornamen.

## Namensträger

### Vorname
- Randi Bakke (1904–1984), norwegische Eiskunstläuferin
- Randi Blehr (1851–1928), norwegische Frauenrechtlerin, Pazifistin und liberale Politikerin
- Randi Bratteli (1924–2002), norwegische Journalistin und Sachbuchautorin
- Randi Broberg (* 1978), grönländische Politikerin (Partii Inuit), Sängerin und Filmproduzentin
- Randi Crott (* 1951), deutsche Journalistin
- Randi Vestergaard Evaldsen (* 1984), grönländische Politikerin (Demokraatit)

+ Randi Gustad (* 1977), norwegische Handballspielerin
- Randi Holand (* 1936), norwegische Badmintonspielerin
- Randi Ingerman (* 1967), US-amerikanische Schauspielerin
- Randi Kolstad (1925–1999), norwegische Schauspielerin
- Randi Laubek (* 1973), dänische Sängerin und Songwriterin
- Randi Lindtner Næss (1905–2009), norwegische Sopranistin und Schauspielerin
- Randi Thorvaldsen (1925–2011), norwegische Eisschnellläuferin
- Randi Tytingvåg (* 1978), norwegische Singer-Songwriterin (Country, Bluegrass, Folk, Jazz und Pop)  und Schauspielerin
- Randi Wardum (* 1986), färöische Fußball- und Handballspielerin
- Randi Zuckerberg (* 1982), US-amerikanische Autorin und Unternehmerin, frühere Marketingchefin von Facebook

### Familienname
- Don Randi (* 1937), US-amerikanischer Pianist und Komponist (Jazz, Pop und klassische Musik)
- Ermanno Randi (1920–1951), italienischer Schauspieler
- James Randi (1928–2020), kanadisch-US-amerikanischer Zauberkünstler
- Lorenzo Ilarione Randi (1818–1887), italienischer Kurienkardinal
- Manuel Randi, südtiroler Musiker und Komponist
- Musa’ed al-Randi, kuwaitischer Handballspieler

### Firmenname
- Randi (Traktoren), italienischer Traktorenhersteller, gegründet von Umberto und Dardano Randi, 1953–1959 in Bagnacavallo, (Ravenna)

### Künstlername
- Don Randi (* 1937), US-amerikanischer Musiker und Komponist
- James Randi (1928–2020), US-amerikanischer Bühnenzauberer

### Kunstfigur
- Randi aus Norwegen, Jugendbuch von Astrid Lindgren aus dem Jahr 1965